# Nikola Ljubičić
Nikola Ljubićić (selo Karan kod Užica, 4. travnja 1916. – Beograd, 13. travnja 2005.) bio je general Jugoslavenske narodne armije i predsjednik Predsjedništva Srbije.

## Životopis
Ljubičić je završio Srednju poljoprivrednu školu u Valjevu, a tijekom Drugog svjetskog rata aktivno se borio u redovima partizana. Nakon rata, završio je Višu vojnu akademiju (1950.). Bio je zapovjednik graničnih jedinica Jugoslavije, načelnik Ratne škole i zapovjednik Prve armijske oblasti. 
Od 1967. do 1982. Ljubičić je bio savezni sekretar za narodnu obranu. Nakon toga, bio je predsjednik Predsjedništva SR Srbije (1982. – 1984.). Iste godine izabran je za srpskog predstavnika u Predsjedništvu SFRJ. Na toj dužnosti bio je do 1989. godine, kada je otišao u mirovinu.
Bio je jedan od najbližih suradnika jugoslavenskog predsjednika Josipa Broza Tita, a na Osmoj sjednici CK Saveza komunista Srbije, rujna 1987. godine, davao je snažnu potporu Slobodanu Miloševiću i njegovim pristašama.